# Evaza mollis
Evaza mollis är en tvåvingeart som först beskrevs av Osten Sacken 1881.  Evaza mollis ingår i släktet Evaza och familjen vapenflugor. Inga underarter finns listade i Catalogue of Life.